# HD 45560
HD 45560，又名BD+79 208，SAO 5911、HR 2346，是一颗恒星，视星等为6.54，位于銀經134.52，銀緯26.15，其B1900.0坐标为赤經6h 23m 5.5s，赤緯+79° 26.15′ 33″。